# Cyosoprocta funebris
Cyosoprocta funebris är en tvåvingeart som beskrevs av Henry J. Reinhard 1952. Cyosoprocta funebris ingår i släktet Cyosoprocta och familjen parasitflugor. Inga underarter finns listade i Catalogue of Life.